# Action-Rollenspiel
Das Action-Rollenspiel (abgekürzt ARPG für Action Role Playing Game) ist ein Subgenre der Computer-Rollenspiele bzw. Actionspiele, bei dem Elemente im Vordergrund stehen, die schnelle Reaktion und gute Reflexe vom Spieler erfordern (besonders Kämpfe). Diese Art des Spielens wird bei Rollenspielen allgemein Hack & Slay (englisch für zerhacken und abschlachten) genannt, dieser Begriff wird daher bisweilen synonym für das ARPG-Genre verwendet. Ebenfalls gebräuchlich, aber nicht für alle Titel zutreffend, ist die Bezeichnung Dungeon Crawler, abgeleitet vom Rollenspielbegriff Dungeon. Es gibt sowohl in den westlichen als auch in den östlichen Rollenspielen frühe Beispiele für dieses Genre, so dass eine Herkunftsbestimmung schwierig ist.

## Hauptmerkmale

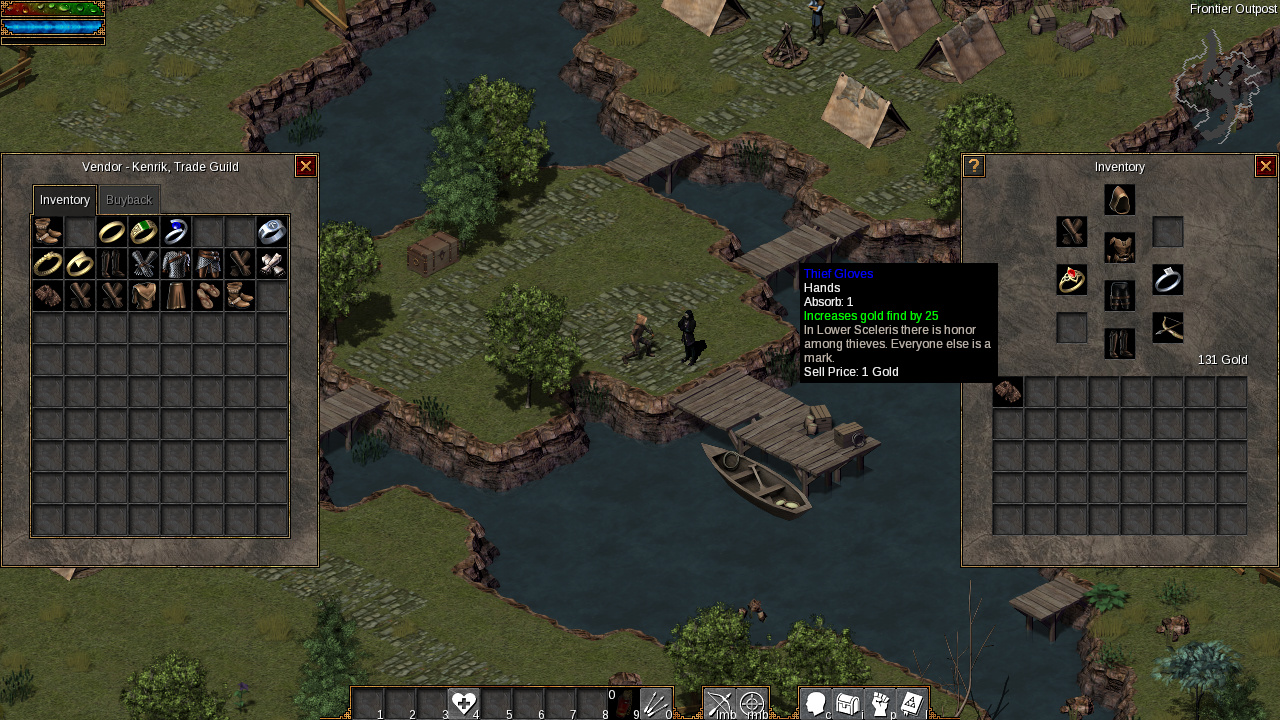
Handel und Inventarsystem in Flare

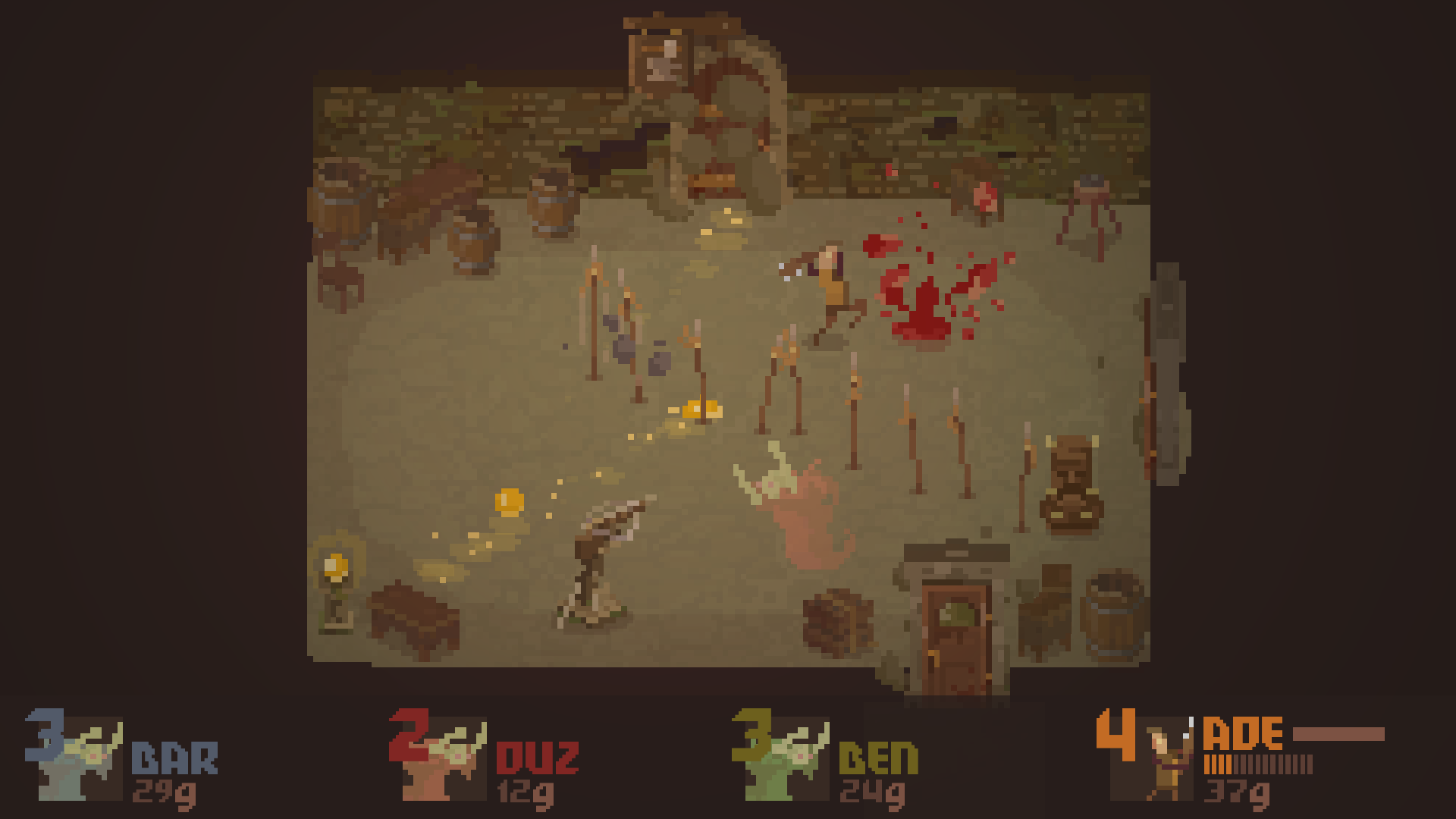
Kampfszene in Crawl

Die Zuordnung der Action-Rollenspiele und ihrer Vertreter zu den Rollenspielen ist mitunter umstritten. Zwar besitzen die Spiele ähnlich wie klassische Rollenspiele oftmals eine ausgearbeitete Spielwelt und ein Charaktersystem zum Ausbau der Spielfigur, statt des Lösens von Rätseln, Gesprächen und Gruppendynamik steht jedoch das Erlernen und Meistern des Spielsystems im Vordergrund, das Spiel läuft grundsätzlich in Echtzeit ab. Das entscheidende Merkmal von Action-Rollenspielen ist das Action-Element, welches der Spieler handhaben muss, um erfolgreich zu sein. Hier gibt es fließende Grenzen zum Genre Action-Adventure, dessen Vertreter oftmals ein ähnliches Spielgefühl, aber ohne Entwicklung des Spieleravatars bieten.
Typisch ist unter anderem das Steuerungsprinzip Click to walk (klicke auf einem Punkt in der Umgebung, und die Spielfigur bewegt sich direkt dahin) und Click to attack (klicke auf einen möglichen Gegner, und die Spielfigur führt einen Angriff darauf aus). Hinzu kommen bestimmte vordefinierte Aktionen wie Magie- oder Charakter-Fähigkeiten, die oftmals über Hotkeys ausgelöst werden können. Moderne Spiele bieten zusätzliche Interaktion mit der Umgebung (springen, klettern, Gegenstände bewegen) oder Erweiterungen im Kampfsystem. Typisch sind zudem eine ständige Übermacht an dafür deutlich schwächeren Gegnern und recht generisch entworfene Umgebungen, die häufig wiederverwendet werden.
Es gibt jedoch auch Action-Elemente, die nicht zwangsläufig das Rollenspiel zu einem Action-Rollenspiel machen. Dazu zählt unter anderem der Echtzeitkampf aus der Egoperspektive, da dort die Betonung oftmals mehr auf dem taktischen Aspekt liegt, oder Adventure-Elemente in 3D-Rollenspielen, die der Erkundung der Umgebung dienen. Spiele wie Ultima Underworld oder Gothic beispielsweise gelten als umstritten, wenn es um die Zuordnung zu den Action-Rollenspielen geht, denn obwohl sie eindeutige Merkmale mit actionbasierten Spielelementen aufweisen, steht dieser Aspekt eher im Hintergrund.

## Avatargruppen, Einzelspieler- und Mehrspieler-Modus
Oftmals wird in solchen Spielen eine einzelne Spielfigur („Spielercharakter“; teils auch als Avatar bezeichnet) gelenkt. Gibt es eine Gruppe von Figuren, die man steuert, werden zusätzliche Gruppenmitglieder häufig vom Rechner übernommen, der sie nach grob einstellbaren Verhaltensregeln führt. Die Steuerung erfolgt dabei im Normalfall direkt nach einem Point'n'Click-System, so dass Befehle an den Avatar sofort umgesetzt werden und in der Spielumgebung Wirkung zeigen. Die Action-Elemente und weniger die Rollenspielelemente in solchen Spielen sind entscheidend für den Erfolg des Spielers. Dabei wird der Rollenspielcharakter oftmals auf eine sehr vage Hintergrundgeschichte beschränkt, die nur nebenbei weitergeführt wird. Die Charakterentwicklung ist ebenfalls auf ein Minimum reduziert, betont oftmals aber übermäßig die Ausrüstungskomponente, um einen spielerischen Anreiz zu bieten, und bietet schnelle, häufige Aufstiege, um den Spielfortschritt darzustellen.
Aufgrund des schnellen und flüssigen Spielablaufes eignet sich das Action-Rollenspiel besonders für Mehrspieler-Szenarien, in denen mehrere Spieler auf einmal kooperativ oder kompetitiv miteinander agieren (Mehrspieler-Modus). Ebenfalls vorteilhaft hierfür ist die oftmals verwendete isometrische Perspektive der Spiele, welche die übersichtliche Darstellung vieler Figuren auf einmal ermöglicht, ohne dass der Spieler den optimalen Blickwinkel suchen muss.

## Beispiele
- Baldur’s Gate: Dark Alliance
- Borderlands
- Champions of Norrath
- Dark Souls
- Demon’s Souls
- Diablo
- Dungeon Siege
- The Elder Scrolls V: Skyrim
- Gauntlet
- Grim Dawn
- Path of Exile
- Sacred
- Titan Quest
- Torchlight
- Fallout 4
- Genshin Impact